# M74

Lägeskarta för M74

Lägeskarta för A74(M)

M74 och A74(M) är en brittisk motorväg, mellan Glasgow och Gretna. Detta motorvägsavsnitt går i Skottland och är Skottlands viktigaste motorväg som också utgör förbindelse mellan Skottland och England. Vägen börjar vid A74 från Glasgows centrum till förorten Tollcross, varefter M74 går till M73. Namnbytet från M74 till A74(M) sker i Abington, och söder om Gretna Green vid själva Gretna, övergår vägen till att heta M6. Egentligen tar alltså inte motorvägen alls slut i Gretna utan fortsätter som M6 vidare till Rugby. Tidigare var M6 och M74 två olika motorvägar som bands ihop av ett fyrfiligt avsnitt mellan Carlisle och Gretna som inte helt följde motorvägsstandard och var numrerat A74. Detta avsnitt är idag ombyggt till full motorvägsstandard och omnumrerat till M6. Tanken har funnits att vägen då ända till Glasgow då skulle numreras om till M6 då detta i praktiken idag är en sammanhängande motorväg som helt saknar anledning till att byta nummer på någon plats. Men den lokala regeringen i Skottland har hittills bestämt sig för att inte genomföra någon omnumrering till M6 för att markera att England och Skottland i praktiken är två olika länder.
Motorvägen är en del i europavägen E5.